# Championnat d'Allemagne féminin de football 2013-2014
Navigation
Édition précédente Édition suivante
La Frauen-Bundesliga 2013-2014 est la 41e édition du championnat d'Allemagne féminin de football.
Le premier niveau du championnat féminin oppose douze clubs allemands en une série de vingt-deux rencontres jouées durant la saison de football. La compétition débute le samedi 8 septembre 2013 et s'achève le dimanche 8 juin 2014.
Les deux premières places du championnat sont qualificatives pour la Ligue des champions féminine de l'UEFA alors que les deux dernières places sont synonymes de relégation en 2. Frauen-Bundesliga.
Lors de l'exercice précédent, le BV Cloppenburg (de) et le TSG Hoffenheim ont gagné le droit d'évoluer dans cette compétition après avoir fini premiers de leurs groupes respectifs de 2. Frauen-Bundesliga.
Le VfL Wolfsbourg et le FFC Turbine Potsdam, respectivement champion et vice-champion en 2013, sont quant à eux, les représentants allemands en Ligue des champions féminine de l'UEFA 2013-2014.
À l'issue de la saison, le VfL Wolfsbourg décroche le deuxième titre de champion d'Allemagne de son histoire. Dans le bas du classement, le BV Cloppenburg (de) et le VfL Sindelfingen, sont relégués.
| \| Bayern Munich FFC Francfort Bayer Leverkusen VfL Wolfsbourg FFC Turbine Potsdam FCR Duisbourg SG Essen-Schönebeck FF USV Iéna SC Fribourg VfL Sindelfingen TSG Hoffenheim BV Cloppenburg (de) \| Localisation des clubs engagés dans le championnat. |
| Bayern Munich FFC Francfort Bayer Leverkusen VfL Wolfsbourg FFC Turbine Potsdam FCR Duisbourg SG Essen-Schönebeck FF USV Iéna SC Fribourg VfL Sindelfingen TSG Hoffenheim BV Cloppenburg (de)                                                           |

## Participants
Ce tableau présente les douze équipes qualifiées pour disputer le championnat 2013-2014. On y trouve le nom des clubs, le nom des entraîneurs et leur nationalité, la date de création du club, l'année de la dernière montée au sein de l'élite, leur classement de la saison précédente, le nom des stades ainsi que la capacité de ces derniers.
Légende des couleurs
- Qualifié pour la phase finale de la Ligue des champions 2013-2014.
- Promu de 2. Frauen-Bundesliga.

| Nom du club         | Entraîneur          | DC   | DM   | Cls 2013 | Stade                    | Capacité | Nb T. |
| ------------------- | ------------------- | ---- | ---- | -------- | ------------------------ | -------- | ----- |
| VfL Wolfsbourg      | Ralf Kellermann     | 1973 | 2006 | 1        | VfL-Stadion am Elsterweg | 17 600   | 1     |
| FFC Turbine Potsdam | Bernd Schröder      | 1971 | 1994 | 2        | Karl-Liebknecht-Stadion  | 10 499   | 6     |
| FFC Francfort       | Sascha Glass        | 1973 | 1990 | 3        | Stadion am Brentanobad   | 5 200    | 7     |
| Bayern Munich       | Thomas Wörle        | 1970 | 2000 | 4        | Sportpark Aschheim       | 3 000    | /     |
| SC Fribourg         | Edgar Beck          | 1975 | 2011 | 5        | Möslestadion             | 18 000   | /     |
| SG Essen-Schönebeck | Markus Högner       | 2000 | 2004 | 6        | Stadion Essen            | 20 650   | /     |
| Bayer Leverkusen    | Thomas Obliers      | 2008 | 2010 | 8        | Ulrich-Haberland-Stadion | 3 200    | /     |
| FCR Duisbourg       | Sven Kahlert        | 1977 | 1993 | 9        | PCC-Stadion              | 3 000    | 1     |
| FF USV Iéna         | Daniel Kraus        | -    | 2008 | 10       | Ernst-Abbe-Sportfeld     | 12 630   | /     |
| VfL Sindelfingen    | Nikolaus Koutroubis | 1971 | 2012 | 11       | Floschenstadion          | 5 000    | /     |
| BV Cloppenburg (de) | Tanja Schulte       | -    | 2013 | 2.FB     | TimePartner Arena        | 5 001    | /     |
| TSG Hoffenheim      | Jürgen Ehrmann      | -    | 2013 | 2.FB     | Dietmar Hopp Stadion     | 6 350    | /     |

## Compétition

### Classement
Le classement est calculé avec le barème de points suivant : une victoire vaut trois points, le match nul un et la défaite zéro.
Les critères utilisés pour départager en cas d'égalité au classement sont les suivants :
1. différence entre les buts marqués et les buts concédés sur la totalité des matchs joués dans le championnat ;
2. plus grand nombre de buts marqués sur la totalité des matchs joués dans le championnat.

| Rang | Équipe                | Pts | J  | G  | N | P  | Bp | Bc  | Diff |
| ---- | --------------------- | --- | -- | -- | - | -- | -- | --- | ---- |
| 1    | VfL Wolfsbourg T      | 55  | 22 | 17 | 4 | 1  | 68 | 16  | +52  |
| 2    | FFC Francfort CA      | 53  | 22 | 16 | 5 | 1  | 80 | 15  | +65  |
| 3    | FFC Turbine Potsdam   | 49  | 22 | 15 | 4 | 3  | 64 | 20  | +44  |
| 4    | Bayern Munich         | 39  | 22 | 11 | 6 | 5  | 49 | 27  | +22  |
| 5    | FF USV Iéna           | 31  | 22 | 8  | 7 | 7  | 36 | 32  | +4   |
| 6    | SG Essen-Schönebeck   | 27  | 22 | 8  | 3 | 11 | 37 | 42  | -5   |
| 7    | Bayer Leverkusen      | 26  | 22 | 7  | 5 | 10 | 44 | 38  | +6   |
| 8    | SC Fribourg           | 25  | 22 | 7  | 4 | 11 | 39 | 42  | -3   |
| 9    | TSG Hoffenheim P      | 23  | 22 | 6  | 5 | 11 | 39 | 61  | -22  |
| 10   | FCR Duisbourg         | 22  | 22 | 6  | 4 | 12 | 27 | 45  | -18  |
| 11   | BV Cloppenburg (de) P | 17  | 22 | 4  | 5 | 13 | 34 | 60  | -26  |
| 12   | VfL Sindelfingen      | 2   | 22 | 0  | 2 | 20 | 4  | 123 | -119 |

| Légende : | Légende : |
| --------- | --- |
|           | Qualifié pour la Ligue des champions 2014-2015 (Seizièmes de finale). |
|           | Relégué en 2. Frauen-Bundesliga. |
|           | T Tenant du titre. P Promu de 2. Frauen-Bundesliga. CA Vainqueur de la DFB-Pokal Frauen 2013-2014. Pts points ; G victoires ; N match nuls ; P défaites Bp buts marqués ; Bc buts encaissés ; Diff différence de buts |

### Résultats
| Résultats (▼dom., ►ext.)                                   | ByL | ByM | Clo | Dui | Ess | Fra | Fri | Hof | Ién | Sin  | Tur | Wol |
| Bayer Leverkusen                                           |     | 3-2 | 4-1 | 3-0 | 0-1 | 0-0 | 5-1 | 2-2 | 0-1 | 8-0  | 1-5 | 0-4 |
| Bayern Munich                                              | 2-0 |     | 5-2 | 0-1 | 3-0 | 1-1 | 2-1 | 2-3 | 5-0 | 8-0  | 1-2 | 3-1 |
| BV Cloppenburg (de)                                        | 0-0 | 1-2 |     | 2-2 | 1-3 | 0-4 | 1-2 | 1-1 | 0-3 | 7-1  | 1-3 | 0-2 |
| FCR Duisbourg                                              | 2-1 | 0-1 | 1-3 |     | 0-3 | 0-5 | 1-1 | 4-1 | 3-0 | 7-0  | 0-4 | 0-4 |
| SG Essen-Schönebeck                                        | 1-4 | 1-2 | 3-3 | 2-0 |     | 1-2 | 2-1 | 5-1 | 1-6 | 8-0  | 1-3 | 0-2 |
| FFC Francfort                                              | 2-2 | 4-1 | 7-0 | 4-0 | 1-1 |     | 3-0 | 8-2 | 3-1 | 12-0 | 2-1 | 0-0 |
| SC Fribourg                                                | 2-2 | 0-2 | 7-2 | 1-0 | 1-1 | 0-2 |     | 4-1 | 2-0 | 3-0  | 1-2 | 2-3 |
| TSG Hoffenheim                                             | 5-3 | 2-2 | 2-4 | 1-1 | 2-1 | 1-5 | 3-2 |     | 1-1 | 1-0  | 2-3 | 1-2 |
| FF USV Iéna                                                | 2-0 | 2-2 | 2-0 | 1-1 | 2-0 | 2-3 | 2-2 | 4-1 |     | 2-0  | 0-2 | 1-1 |
| VfL Sindelfingen                                           | 0-6 | 1-1 | 0-2 | 0-3 | 0-2 | 0-8 | 0-5 | 0-5 | 1-1 |      | 0-7 | 0-7 |
| FFC Turbine Potsdam                                        | 2-0 | 1-1 | 2-2 | 2-1 | 4-0 | 0-3 | 4-0 | 3-0 | 1-1 | 12-0 |     | 1-1 |
| VfL Wolfsbourg                                             | 3-0 | 1-1 | 4-1 | 6-0 | 4-0 | 2-1 | 4-1 | 4-1 | 3-2 | 8-1  | 2-0 |     |
| - Victoire à domicile - Match nul - Victoire à l'extérieur |     |     |     |     |     |     |     |     |     |      |     |     |

## Bilan de la saison
| Championnat d'Allemagne féminin de football 2013-2014 |                           |
| Champion                                              | VfL Wolfsbourg (2e titre) |
| Dauphin                                               | FFC Francfort             |
| Coupes et trophées                                    |                           |
| Vainqueur DFB-Pokal Frauen 2013-2014                  | FFC Francfort             |
| Qualifications continentales                          |                           |
| Ligue des champions 2014-2015                         | VfL Wolfsbourg            |
| Ligue des champions 2014-2015                         | FFC Francfort             |
| Promotions et relégations                             |                           |
| Promus en Frauen-Bundesliga                           | HSV Borussia Friedenstal  |
| Promus en Frauen-Bundesliga                           | SC Sand                   |
| Relégués en 2. Frauen-Bundesliga                      | VfL Sindelfingen          |
| Relégués en 2. Frauen-Bundesliga                      | BV Cloppenburg (de)       |

## Statistiques
| Cls | Joueuse            | Club                | Buts |
| --- | ------------------ | ------------------- | ---- |
| 1   | Célia Šašić        | FFC Francfort       | 20   |
| 2   | Kerstin Garefrekes | FFC Francfort       | 18   |
| 3   | Genoveva Añonma    | FFC Turbine Potsdam | 16   |
| 3   | Martina Müller     | VfL Wolfsbourg      | 16   |
| 5   | Sarah Hagen        | Bayern Munich       | 13   |
| 5   | Charline Hartmann  | SG Essen-Schönebeck | 13   |
| 7   | Nadine Keßler      | VfL Wolfsbourg      | 12   |
| 7   | Mandy Islacker     | BV Cloppenburg (de) | 12   |
| 9   | Sofía Náti         | FCR Duisbourg       | 11   |